# Medicina translacional
La medicina translacional, también llamada ciencia translacional, es un campo de investigación que busca convertir los hallazgos de la investigación básica en aplicaciones clínicas prácticas, como nuevos diagnósticos o terapias. Este enfoque "de la banca al lado de la cama" implica una colaboración estrecha entre la investigación de laboratorio y la atención clínica, centrándose siempre en las necesidades del paciente. Se dice que su función es traducir la ciencia básica a ciencia aplicada en la prática médica.

## Descripción
Entre sus características está el uso de herramientas innovadoras de farmacología, biomarcadores, métodos clínicos y tecnologías para mejorar la comprensión de las enfermedades y aumentar la confianza en los objetivos de los medicamentos.
De igual modo, incluye perfiles multi-ómicos, biomarcadores digitales, inteligencia artificial y diagnósticos centrados en el paciente para guiar el diseño de ensayos clínicos.

## Desafíos y posibilidades
La medicina traslacional enfrenta obstáculos científicos, financieros, éticos y regulatorios que deben abordarse para hacer el proceso eficiente1 5, pero ofrece la posibilidad de mejorar la toma de decisiones en I+D y coordinar mejor las funciones dentro de las empresas biofarmacéuticas y con otros actores de la industria, académicos y gubernamentales